# Britannia (Münze)
| Britannia           | Britannia                                                                           |
| ------------------- | ----------------------------------------------------------------------------------- |
| Metall:             | 99,99 % Au (ab 2013) 91,67 % Au (bis 2012) 99,9 % Ag (ab 2013) 95,8 % Ag (bis 2012) |
| Rand:               | geriffelt                                                                           |
| Prägejahre:         | 1987 bis heute (Au) 1997 bis heute (Ag)                                             |
| Vorderseite         |                                                                                     |
| Motiv:              | Elisabeth II., Charles III.                                                         |
| Entwerfer:          | Martin Jennings                                                                     |
| Rückseite           |                                                                                     |
| Motiv:              | Britannia mit Schild und Dreizack                                                   |
| Entwerfer:          | P. Nathan                                                                           |
| Datum des Entwurfs: | 1987                                                                                |

Die Britannia ist eine britische Anlagemünze in Gold, Silber und seit 2018 auch in Platin.

## Etymologie
Zu römischer Zeit wurde unter dem Namen Britannia von den Romano-Briten der weibliche Genius des Landes Britannien als Gottheit angebetet. Diese gilt heute als Personifikation Großbritanniens. 

### Herkunft des Namens Britannia
Die Bezeichnung „Britannia“ (lateinisch für Britannien) stammt aus Zeiten der römischen Besatzung weiter Teile Großbritanniens (ca. 50 v. Chr.). Zur Verehrung der weiblichen Persönlichkeit des Landes wurde es unter dem Namen „Britannia“ als Gottheit angebetet. Seitdem gilt die symbolische, kriegerische Frauengestalt in Rüstung als Synonym für den Patriotismus des Landes. Seit Jahrhunderten wird diese Bezeichnung nicht nur für Schiffs- und Firmennamen, sondern auch für Anlage- und Gedenkmünzen verwendet. 

## Britannia in Gold

### Geschichte und Auflagenstärke
Die Britannia erschien erstmals 1987, schon in den vier verschiedenen Größen, und war daher die erste europäische Anlagemünze. Die Prägeanstalt ist die Royal Mint. Die Auflage der Gold-Britannia mit einer vollen Feinunze erreichte im Jahr 1987 mit 92.000 Stück ihren Höhepunkt (alle Größen zusammen: 150.367 Unzen) und ist seitdem rückläufig. In manchen Jahren wurde sie deshalb nur in Polierter Platte oder als Sätze geprägt. Heute hat die Münze einen Marktanteil von einem knappen Prozent.

### Beschreibung
Die Münze hat seit 2013 einen Feingehalt von 999,9 Tausendstel. Bis 2012 hatte die Britannia – wie der Sovereign und der Krügerrand – einen Feingehalt von 916,66, was 22 Karat entspricht. Bis 1989 wurde als Legierung Kupfer mit einem Anteil von einem Zwölftel eingesetzt. Danach wurde Silber und Kupfer in gleichem Verhältnis zueinander eingesetzt. Dieses hatte zur Folge, dass der Farbton der Münze von Rot nach Gelb wechselte.
Alle Motive sind in einem gezackten Rand eingefasst. Bis 2000 blieb das Motiv der Vorderseite unverändert. Das „Standing Britannia Design“ von P. Nathan zeigt die Britannia mit Schild, Helm und Dreizack. Außerdem ist die Größe der Münze, Britannia, bis 2001 Nathan (Stempelglanz) oder P. Nathan (Polierte Platte) und das Prägejahr eingeprägt.
Seit 2001 wechselt die Gestaltung der Britannia auf der Vorderseite mit jedem ungeraden Jahr. 2001 war das Motiv „Britannia mit einem Löwen“, 2003 „Kopf der weiblichen Britannia“ und 2005 „Sitzende Britannia“.
Auf der Rückseite ist das Porträt des Throninhabers, bis zum Jahr 2022 ausschließlich Königin Elisabeth II., und der Nennwert geprägt. Wie bei allen Münzen des Commonwealth wird das Porträt unstetig dem Erscheinungsbild des Regenten angepasst. Die ersten Münzen mit Prägejahr 2023 wurden noch vor dem Tod von Königin Elisabeth II. geprägt und ausgegeben. Nach ihrem Tod wurde das Porträt geändert und seitdem ist König Charles III. auf der Rückseite zu sehen. Für das Prägejahr 2023 gibt es daher zwei unterschiedliche Münzen, eine geringe Auflage mit dem Porträt von Königin Elisabeth II. und der Großteil der Auflage mit dem Porträt von König Charles.
Seit 2020 hat die Royal Mint die Münze weiterentwickelt und neue Sicherheitsmerkmale eingearbeitet, die es noch schwerer machen, Fälschungen dieser Münze anzufertigen.

### Daten
| Größe     | Durchmesser | Dicke   | Gewicht  | Nennwert |
| --------- | ----------- | ------- | -------- | -------- |
| 1⁄10 Unze | 16,50 mm    | 1,17 mm | 3,412 g  | 10 £     |
| ¼ Unze    | 22,00 mm    | 1,63 mm | 8,513 g  | 25 £     |
| ½ Unze    | 27,00 mm    | 2,08 mm | 17,025 g | 50 £     |
| 1 Unze    | 32,69 mm    | 2,79 mm | 34,05 g  | 100 £    |

(Schwankungen des Durchmessers um mehrere Zehntelmillimeter möglich)

## Britannia in Silber

### Geschichte und Auflagenstärke
Seit 1997 wird die Britannia auch in Silber von der The British Royal Mint geprägt. Die Münze hat einen Feingehalt von 95,8 %. Die jährliche Auflage der Münzen beträgt 2.500 Stück in Polierter Platte und 100.000 Stück in der Stempelglanz-Version, wobei die Erstausgabe nur in Polierter Platte erhältlich war. Die 1/10 Unze-Münzen sind zum Teil einzeln erhältlich. Die 1/2 und 1/4 Unze-Münzen sind nur als Polierte Platte-Sets erhältlich (1997, 1998, 2001, 2003, 2005). Ab dem Prägejahr 2013 beträgt die Feinheit der Münze 999/1000.

### Daten
| Größe     | Durchmesser | Dicke | Gewicht | Nennwert |
| --------- | ----------- | ----- | ------- | -------- |
| 1⁄10 Unze | 16,50 mm    | ?     | 3,25 g  | 0,20 £   |
| ¼ Unze    | 22,00 mm    | ?     | 8,11 g  | 0,50 £   |
| ½ Unze    | 27,00 mm    | ?     | 16,23 g | 1 £      |
| 1 Unze    | 38,61 mm    | 3 mm  | 32,45 g | 2 £      |

Seit 2013 beträgt der Durchmesser 38,61 mm und die Dicke 3 mm. Außerdem wird seit 2013 die Münze ohne Prägelimit geprägt. Sie besteht nicht mehr wie zuvor aus 958 Silber, sondern aus 999 Feinsilber. 2017 erschien zudem eine Jubiläumsausgabe zum 20-jährigen Jubiläum der Silber-Britannia. Bei dieser ist ein zusätzlicher Dreizack auf der Vorderseite der Münze geprägt, bei dem die Zahl 20 zu finden ist. Von dieser Jubiläumsausgabe wurden 120.000 Exemplare geprägt.

#### Grund für die Änderung der Feinheit von 958 auf 999 Gold / Silber
Sowohl die Gold- als auch die Silber-Britannia werden seit dem Jahrgang 2013 in einer höheren Feinheit geprägt (Gold: 999,9/1000 / Silber: 999/1000), wodurch die Royal Mint der geringeren Marktakzeptanz entgegenwirken wollte, da sich bei Anlagemünzen allgemein die hohen Feinheiten durchgesetzt hatten. Damit schloss die britische Anlagemünze in Sachen Feinheit zu den etablierten Anlagemünzen, wie etwa dem Wiener Philharmoniker oder der australischen Lunar-Serie, auf.

## Britannia in Platin
Die Britannia wird seit 2018 von der Royal Mint in Großbritannien nun auch in Platin ausgegeben. Sie macht somit nun auch den Platinmünzen Maple Leaf, Eagle, Philharmoniker und Krügerrand aus Platin Konkurrenz. Als Motiv wurde die Britannia-Abbildung genommen, die bereits auch von der Britannia Gold- und Britannia Silber-Ausgaben bekannt ist. Der Nennwert beträgt 100 GBP (britische Pfund).
Die Auflagezahlen sind bisher nicht bekannt.
Anlagegoldmünzen, die nach der Richtlinie 2006/112/EG des Europäischen Rats gelistet sind
American Buffalo |
American Gold Eagle |
Andorra Eagle |
Britannia |
Cook Islands |
Dukat (Nachprägung) |
Goldmark |
Goldvreneli |
Helvetia |
Känguru |
Krugerrand |
Libertad |
Lunar |
Maple Leaf |
Orzeł bielik |
Panda |
Sovereign |
Tscherwonez |
US Dollar Eagle |
Wiener Philharmoniker
Andorra Eagle |
Arche Noah |
Britannia |
Canadian Wildlife |
Cook-Islands-Münze |
Cook-Islands-Münzbarren |
Cook-Islands-Münztafel |
Känguru |
Koala |
Kookaburra |
Krugerrand |
Libertad |
Lunar |
Maple Leaf |
Panda |
Silver Eagle |
Wiener Philharmoniker
American Platinum Eagle |
Britannia |
Cook Islands |
Känguru |
Koala |
Maple Leaf |
Panda |
Platin Noble |
Platypus |
Wiener Philharmoniker